# GAL–TAN

Diagram över GAL-TAN-skalan.

GAL–TAN är en politisk indelningsdimension för värderingar och partier där sex egenskaper summeras i två huvudgrupper som representeras i en skala.
GAL står för Grön, Alternativ och Libertär/Libertariansk, medan TAN finns i skalans andra ände och står för Traditionell, Auktoritär och Nationalistisk. Skiljelinjen handlar i detta system inte om fördelningspolitik, utan om sociala och kulturella värden.
Skalan började användas av den internationella forskningsgruppen CHES 1999. Begreppet (Green-Alternative-Libertarian vs Traditional-Authoritarian-Nationalist) myntades 2002 av Hooghe, Marks & Wilson.

## Sverige
I Sverige har GAL–TAN-skalan använts av statsvetare, och den har fått genomslag i debatten sedan 2016. I december 2018 utsågs "gal–tan-skala" till ett av årets nyord.
GAL–TAN-axeln har kallats ofärdig och tillrättalagd, och den har ifrågasatts som analytiskt verktyg, eftersom det är oklart om de som bedöms sympatisera i riktning mot GAL egentligen har särskilt mycket gemensamt. Detsamma gäller för dem som bedöms sympatisera i riktning mot TAN. Både PJ Anders Linder och statsvetaren Tommy Möller har anmärkt att skalan har drag av att vara en dimension av "GOD-OND". Statsvetaren Sören Holmberg sade i februari 2021 att GAL–TAN har väldigt svagt stöd, framförallt i Sverige, och att kopplingen mellan faktorerna som ingår i skalan är svag. Holmberg menar att det istället är graden av nationalism som ligger bakom skalan och strukturerar upp den dimensionen.
SVT:s programdirektör, Jan Helin, sade 2017 att GAL–TAN var "ett av de viktigaste utforskningsområdena för public service framöver".